# Joseph Veverka
Joseph Veverka (nascut el 1941) és professor James A. Weeks de Ciències físiques, professor d'Astronomia a la Universitat Cornell a Ithaca, Nova York. La seva àrea de recerca es troba en les ciències planetàries, amb un enfocament en els estudis físics de superfícies de satèl·lits i anells planetaris. Veverka va ser l'investigador principal de la missió del Programa Discovery de la NASA CONTOUR, un coinvestigador de la missió espacial Deep Impact al cometa Tempel 1, i investigador principal de la Missió Discovery de l'Opportunity de la NASA, Stardust-NeXT. Arxivat 2020-01-15 a Wayback Machine. El 2001 va rebre el Trofeu del Museu Nacional de l'Aire i l'Espai i té l'asteroide 2710 Veverka porta el seu nom.

## Educació
Veverka va néixer a Pelhřimov, Txecoslovàquia en el que ara és la República Txeca. El 1948, la seva família va fugir del règim comunista on primer va anar a França i després al Canadà el 1951. Va créixer a Cochrane, Ontario.
Veverka va rebre el seu B.S. en física de la Queen's University a Kingston, Ontario. Va rebre el seu doctorat el 1970 a la Universitat Harvard, on va ser alumne de Fred Whipple.

## Carrera

### Mariner 9
Va ser un associat postdoctoral i científic investigador del Jet Propulsion Laboratory que treballa en el projecte Mariner 9.

### CONTOUR
Investigador principal de la missió del Comet Nucleus Tour (CONTOUR) de la NASA

### Deep Impact
Coinvestigador de la missió Deep Impact de la NASA al cometa Tempel 1 el 2005.

### Stardust-NExT
Investigador principal de la missió Stardust-NExT de la NASA al cometa Tempel 1 al febrer de 2011.

### Posicions universitàries
Veverka ha estat membre de la facultat de la Universitat Cornell des de 1970. Va ser president del Departament d'Astronomia de la Universitat de 1999 a 2007.

### NASA advisor
Veverka continua treballant en nombrosos comitès de la NASA.

### Acadèmia nacional de Ciències
Ha prestat diverses funcions al Comitè d'Exploració Planetària (COMPLEX) de l'Acadèmia Nacional de Ciències, on va ser president de 2007 a 2010. És membre de la Junta d'Estudis Espacials i actual president del Grup d'Entitats Primitives dels Estudis Decadals per a l'Exploració Planetària.

## Premis i honors
Veverka ha estat guardonat amb el [[Premi Whipple]] el 2011 i el Premi Gerard P. Kuiper el 2013 per les seves contribucions a la ciència planetària. Va rebre el Trofeu Nacional de l'Aire i l'Espai del 2001 per al lideratge durant la missió NEAR i el 1979 va rebre la [[medalla de la NASA per l'assoliment científic excepcional]] per les seves investigacions sobre les llunes de Mart Fobos i Deimos.